# Bilisht
Bilisht (albánsky též Bilishti) je albánské město, které se nachází v jihovýchodní části kraje Korçë.
Město má okolo 12 000 obyvatel, kteří jsou albánského, bulharského či makedonského původu. Místní fotbalový klub se jmenuje Bilisht Sporti.